# Wassenaar
Wassenaar är en stad och kommun i provinsen Zuid-Holland i Nederländerna. Kommunens totala area är 62,40 km² (där 11,29 km² är vatten) och invånarantalet är på 27 198 invånare (2024).